# Selecciones de Jaimito
Selecciones de Jaimito fue una revista española de historieta infantil, editada por Editorial Valenciana entre 1957 y 1979. Rondó los 182 números.

## Trayectoria editorial
La revista "Selecciones de Jaimito" surgió a raíz del éxito de "Jaimito" y apenas presentaba series nuevas, pero poseía mayor número de páginas.

### Primera etapa: 1957-1958
Sus primeros cuatro números tuvieron un peculiar formato de 17,5 x 13 cm y 68 páginas, destacando por su sección de biografías de autores de la casa.
| Aparición | Números | Título                            | Autoría | Procedencia  |
| --------- | ------- | --------------------------------- | ------- | ------------ |
| 1957      |         | Cosas de Pituca y el Viejo Minero | Alcaide | "Mis Chicas" |
| 1958      |         | Pepe Pistolas                     | Cartus  | Nueva        |

### Segunda etapa: 1958-1979
Con su número 5, "Selecciones de Jaimito", que ya contaba con depósito legal, adoptó un formato más habitual en la época, de 26 x 17,5 cm, y redujo su número de páginas a 36.
| Aparición | Números | Título                                     | Autoría       | Procedencia |
| --------- | ------- | ------------------------------------------ | ------------- | ----------- |
| 1959      | 16      | Gedeón y sus billetes                      | Arturo Rojas  |             |
| 1959      | 16, 44, | Robinsón Pérez                             | Palop         |             |
| 1959      | 16      | Gori Gori, el fantasma loco                | Nin           |             |
| 1959      | 16      | Roberto Alcázar y Pedrín                   | Eduardo Vañó  |             |
| 1959      | 16      | El Capitán Mostachete                      | José Sanchís  |             |
| 1959      | 16,     | Doña Tere, don Panchito y su hijo Teresito | Serafín       |             |
| 1959      | 16      | Jaimito y compañía                         | Karpa         |             |
| 1959      | 16      | Bartolo, as de los vagos                   | Palop         |             |
| 1959      | 16      | Robertín, el niño millonario               | Palop         |             |
| 1959      | 16      | Cucharito                                  | Arturo Rojas  |             |
| 1959      | 16      | D. Cleo                                    | Arturo Rojas  |             |
| 1959      | 16      | El Soldadito Pepe                          | José Sanchis  |             |
| 1959      | 16      | Sherlock Pómez                             | Palop         |             |
| 1963      |         | Pincelito                                  | Gorrís, Grema |             |